# Сосновка (Аткарский район)
Сосновка — село в Аткарском районе Саратовской области России. Входит в состав Ершовского муниципального образования.

## География
Село находится в пределах Приволжской возвышенности, в степной зоне, на берегах реки Сосновки, на расстоянии примерно 20 километров (по прямой) к юго-востоку от города Аткарск. Абсолютная высота — 165 метров над уровнем моря.

### Климат
Климат характеризуется как умеренно континентальный с холодной малоснежной зимой и жарким сухим летом. Средняя многолетняя температура самого холодного месяца (января) составляет -12,1 — -12,6°С, температура самого тёплого (июля) 20,8 — 21,4°С. Среднегодовое количество атмосферных осадков — 375—450 мм. Снежный покров держится в среднем 130—135 дней в году.

### Часовой пояс
Село Сосновка, как и вся Саратовская область, находится в часовой зоне МСК+1. Смещение применяемого времени относительно UTC составляет +4:00.

## Население
| 2010 |
| ---- |
| 43   |

Гендерный состав
По данным Всероссийской переписи населения 2010 года в гендерной структуре населения мужчины составляли 55,8 %, женщины — соответственно 44,2 %.
Национальный состав
Согласно результатам переписи 2002 года, в национальной структуре населения русские составляли 100 % из 12 чел.

## Достопримечательность

Церковь Покрова Божией Матери
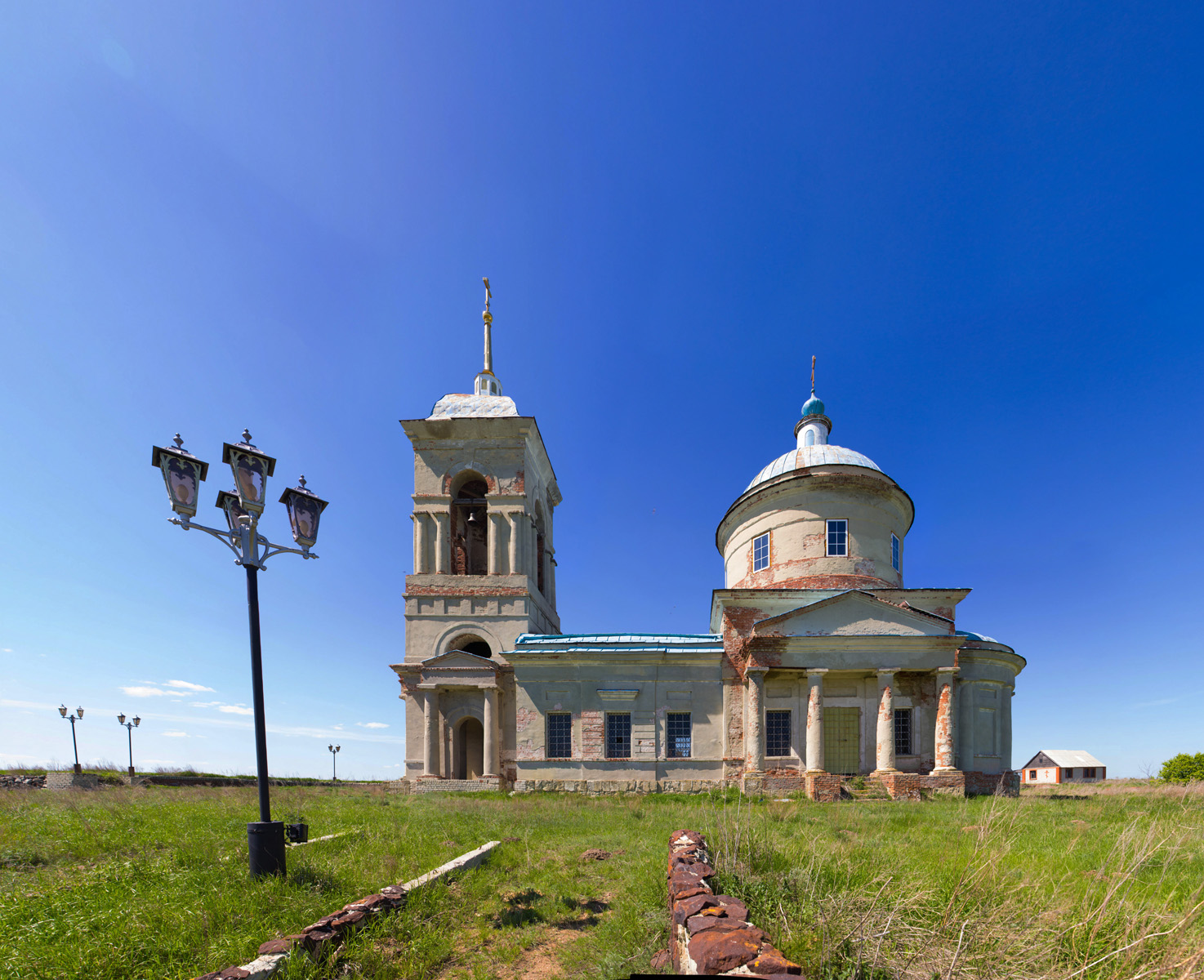
Церковь Покрова
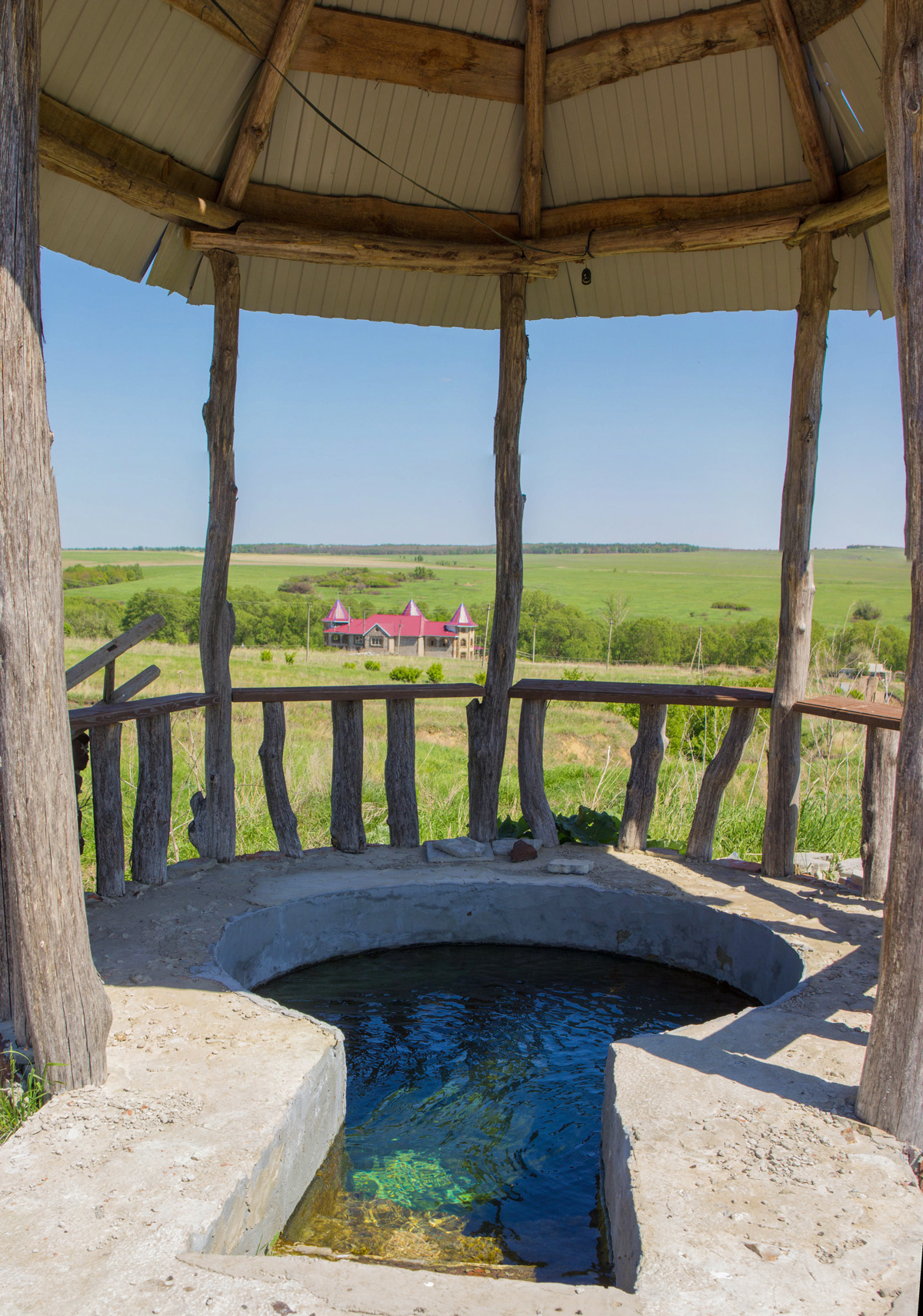
Источник
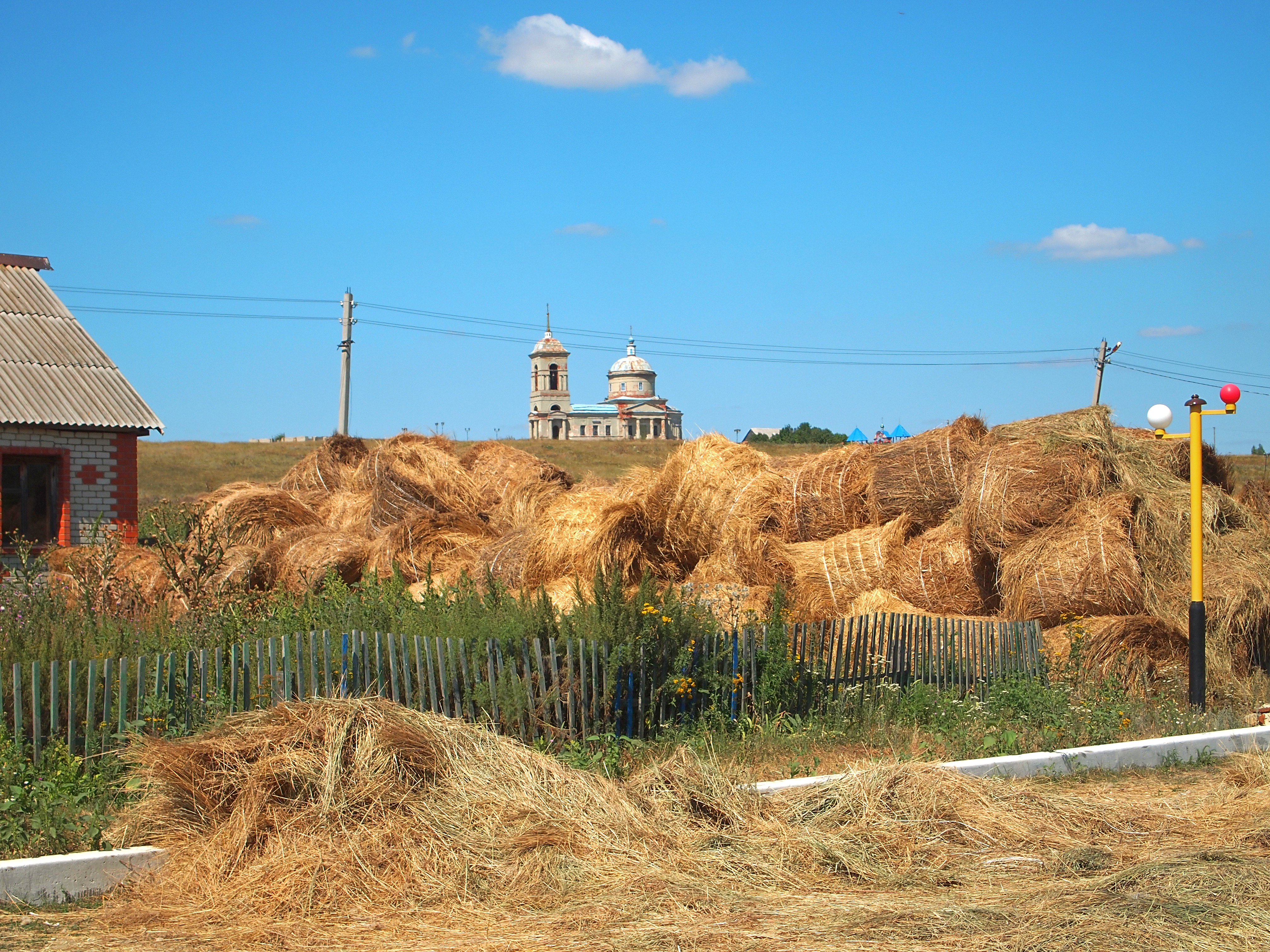
Вид с улицы Сосновки
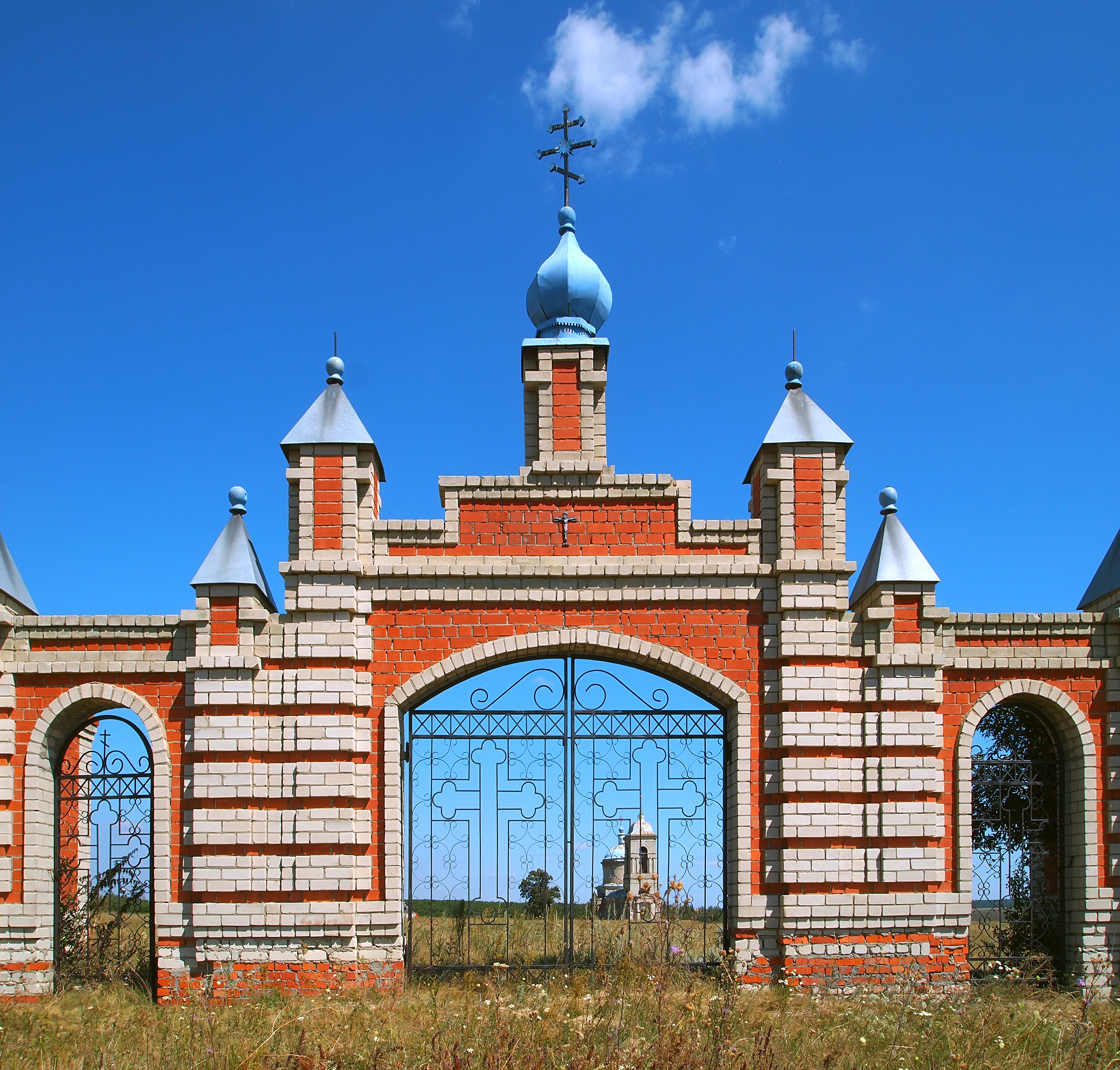
Церковные ворота
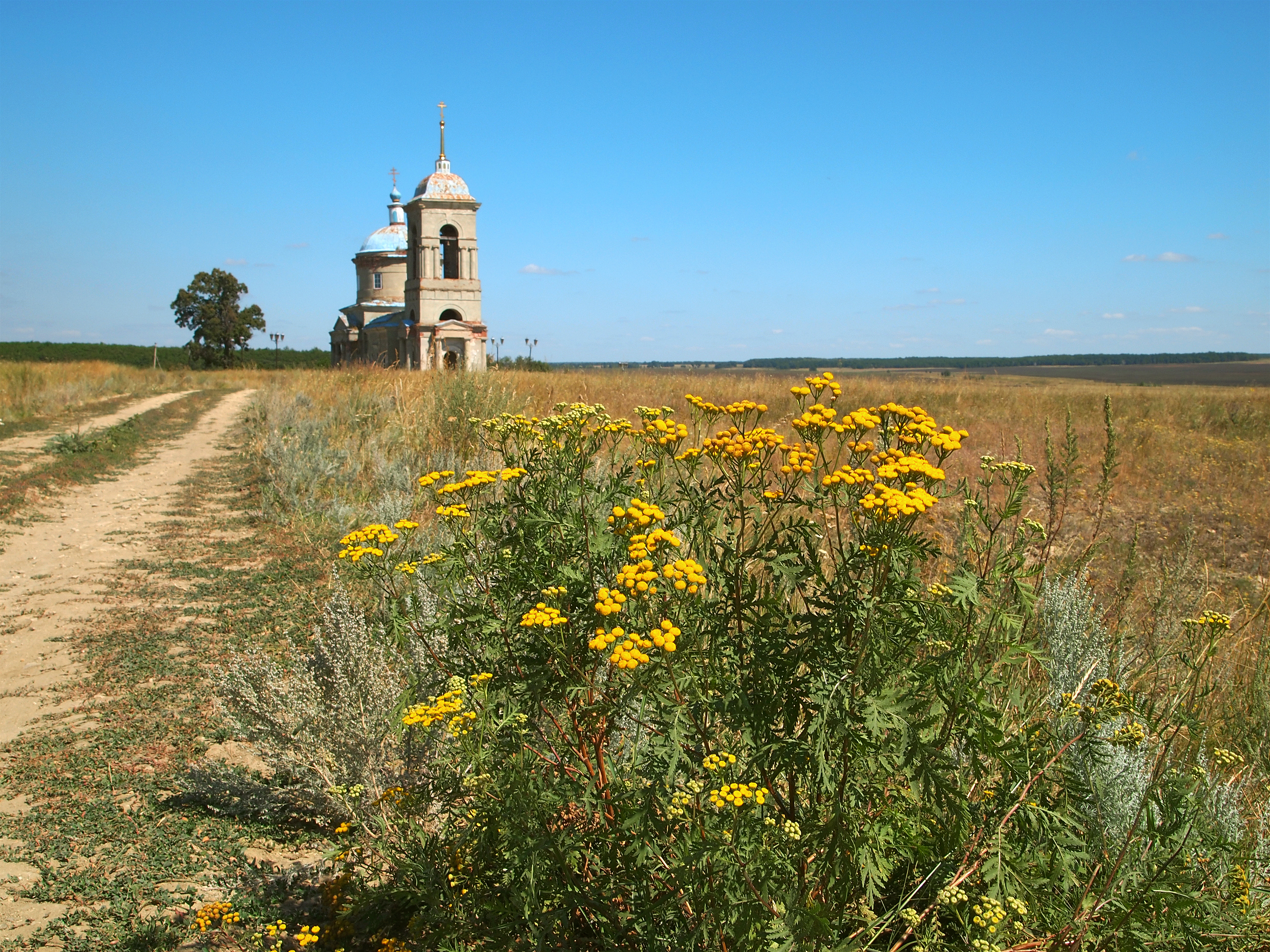
Дорога к храму